# Nakamura Shunta
Shunta Nakamura (sinh ngày 10 tháng 5 năm 1999) là một cầu thủ bóng đá người Nhật Bản.

## Sự nghiệp câu lạc bộ
Shunta Nakamura đã từng chơi cho Montedio Yamagata.